# Proton Putra

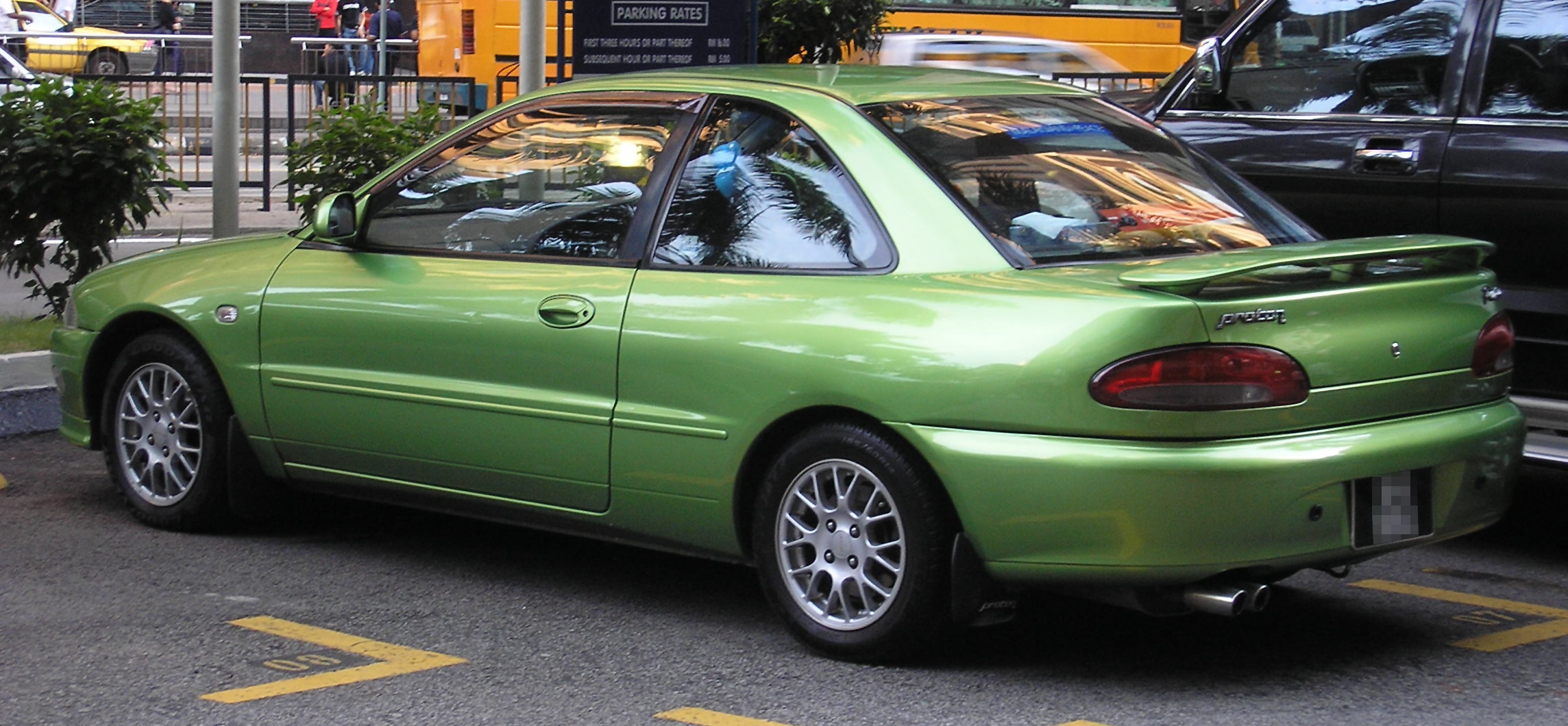
Proton Putra (вид сзади)

Proton Putra (в пер. с малайск. — «сын», «принц») — переднеприводной среднеразмерный легковой автомобиль с кузовом купе, выпускающийся малайзийской компанией Proton Edar Sdr Holding с 1996 по 2001 год серийно и мелкосерийно в 2004 году.

## Особенности
| Технические и динамические характеристики | Технические и динамические характеристики |
| ----------------------------------------- | ----------------------------------------- |
| Двигатель                                 | 1.8L Mitsubishi 4G93 I4                   |
| Максимальная скорость                     | 220 км/ч                                  |
| Разгон 0–100 км/ч                         | 9 сек.                                    |
| Мощность                                  | 139.9 л. с. при 6000 об/мин               |
| Maximum Torque (Nm/rpm)                   | 164 Н*м при 5500 об/мин                   |
| Шины и диски                              | F 185/60 HR 14                            |
| Шасси                                     |                                           |
| Гидроусилитель руля                       | Есть                                      |
| Тормоза                                   | Дисковые                                  |

## Двигатель
За всю историю производства на автомобиль Proton Putra ставят бензиновый двигатель внутреннего сгорания японского производства Mitsubishi 4G93P.

## Экспорт
Автомобиль Proton Putra экспортировался в Соединённое Королевство под названием Proton Persona Coupé и Австралию под названием Proton M21. Конкуренты — Ford Puma и Vauxhall Tigra.

## Дизайн
Дизайн автомобиля очень похож на Mitsubishi Mirage Asti Lancer 4 поколения. Перед взят от автомобиля Proton Wira, тогда как зад взят от автомобиля Proton Satria первого поколения.
Сиденья в салоне автомобиля — Recaro N-Joy. Рулевое колесо — Momo Daytona 4.